# Maria Lichtenegger
Maria Lichtenegger (ur. 4 sierpnia 1906 w Sankt Marein (Austria), zm. 8 lipca 1923 tamże) – austriacka Służebnica Boża.
Maria była jedynym dzieckiem Williama i Alojzego Lichtenegger. Była bardzo gorliwym członkiem chóru kościelnego. Uczęszczała do szkoły podstawowej w swej rodzinnej miejscowości. Po szkole wiele pomagała w domu swoim rodzicom. Bardzo wcześnie złożyła ślub dziewictwa. W maju 1923 roku Maria Lichtenegger zachorowała na zapalenie opon mózgowych, a następnie na zapalenie płuc, doznała częściowej głuchoty. W 1956 roku rozpoczął się jej proces beatyfikacyjny.